# 克蒂納鄉 (布澤烏縣)
45°18′N 26°15′E / 45.300°N 26.250°E
克蒂納鄉（羅馬尼亞語：Comuna Cătina, Buzău），是羅馬尼亞的鄉份，位於該國東南部，由布澤烏縣負責管轄，面積38平方公里，海拔高度375米，2007年人口2,582，人口密度每平方公里68人。